# Aleksandrovo (Merošina)
Pour les articles homonymes, voir Aleksandrovo.
Aleksandrovo (en serbe cyrillique : Александрово) est un village de Serbie situé dans la municipalité de Merošina, district de Nišava. Au recensement de 2011, il comptait 409 habitants.

## Démographie

### Évolution historique de la population
| 1948 | 1953 | 1961 | 1971 | 1981 | 1991 | 2002 | 2011 |
| ---- | ---- | ---- | ---- | ---- | ---- | ---- | ---- |
| 429  | 402  | 335  | 305  | 362  | 361  | 393  | 409  |

|  |